# Skyshaper
Skyshaper je šesti album švedskog future pop/EBM benda Covenant iz 2006.
U Europi je izdan pod producentskom kućom Synthetic Symphony, dok ga je u SADu izdao Metropolis Records.
Ritual Noise je bio prvi singl albuma, a pjesma 20 Hz se pojavila u videoigri Project Gotham Racing 3.
Album se snimao 14 mjeseci. Joakim Montelius, član benda je potrvdio da su pjesmu Brave New World mijenjali i pregledavali oko 150 puta.

## Popis pjesama
1. Ritual Noise 7:18
2. Pulse 6:04
3. Happy Man 2:46
4. Brave New World 5:24
5. The Men 3:17
6. Sweet & Salty 6:10
7. Greater than the Sun 5:09
8. 20 Hz 5:09
9. Spindrift 7:00
10. The World is Growing Loud 4:57

## Limited Edition bonus pjesme
1. Subterfugue for 3 Absynths 42:08
2. Relief 4:32
3. Ritual Noise (Calico Remix) 4:51

## Vanjske poveznice
- Metropolis: Skyshaper
- Metropolis: Skyshaper (Limited edition)
- Skyshaper na Discogs
- Covenant webstranica